# Mócsy János
Mócsy János (Kalocsa, 1895. november 30. – Balatonszemes, 1976. augusztus 16.) állatorvos, egyetemi tanár, az MTA tagja (l. 1941, rendes 1946), Kossuth-díjas (1952), állami díjas (1970).

## Élete és munkássága
1918-ban az Állatorvosi Főiskolán szerzett oklevelet, ezután az Aujeszky Aladár bakteriológiai intézetében, majd a Laboratóriumi Részvénytársaság oltóanyag-termelő intézetében dolgozott.
1921-ben állatorvosdoktori oklevelet szerzett. 1922-ben Marek József mellett lett tanársegéd, majd adjunktus a főiskola belgyógyászati klinikáján.
1926-ban Rockefeller-ösztöndíjas lett Koppenhágában és Hannoverben, 1928-ban pedig egyetemi magántanár, majd 1935-ben Marek József utódaként a klinika vezetője.
1941-ben az MTA levelező, 1945-ben pedig rendes tagjává választották.
Az 1949-1950-ben dékán az Agrártudományi Egyetem Állatorvostudományi Karán, 1954–1956-ban pedig már a főiskola igazgatói tisztét is ő látta el.
1954-1956 között, majd az 1957-1958-as években az önállóvá vált Állatorvostudományi Főiskola igazgatója volt.
Az elsők között ismerte fel az állathigiénia jelentőségét, kezdeményezésére 1954-től önálló tantárgyként oktatják a belgyógyászati tanszéken.
1961-től 1967-ig az MTA Agrártudományi Osztályának titkára, 1967–1970 között az MTA Állatorvostudományi Bizottságának elnöke, 1964-től a Magyar Tudomány című folyóirat szerkesztő bizottsági tagja lett.
Numizmatikával foglalkozott, emellett jelentős görög-római gyűjteménye is volt. 1970-1973 között ellátta a Magyar Numizmatikai Társulat elnöki tisztét is. A budapesti Állatorvostudományi Egyetem és a Humboldt Egyetem t. doktora.
Tudományos kutatásainak eredményeit szakközleményekben és könyvekben adta közre.
Hutÿra Ferenc az "Állatorvosi belgyógyászat" című másfél ezer oldalas művet, mely 1894-1898 között jelentette meg 3 kötetben 1905-ben németül is kiadták "Spezielle Pathologie und Therapie der Haustiere" címen, társszerzője: Marek József volt. A könyv nemzetközileg is elismertté vált és a nemzetközi szakirodalomban is páratlan pályát futott be. A fertőző betegségekkel foglalkozó részét Hutÿra Ferenc, a nem fertőző bántalmakról szólót Marek József írta. A művet Manningerrel együtt Mócsy folytatta a 11. német kiadás (1959) megjelenéséig. Angol, olasz, spanyol, orosz nyelven több kiadásban is megjelent, és kínai nyelvre is lefordították. (D.A.)
1976. augusztus 16-án 81 évesen érte a halál, Balatonszemesen temették el.

## Főbb művei
- Ritka bőrtünetekkel és akropachiával járó gümőkór lóban (Jármai Károllyal közösen, Budapest, 1941)
- Állatorvosi belgyógyászat (I–II., Manninger Rezsővel, Budapest, 1943)
- Hutÿra Ferenc: Spezielle Pathologie und Therapie der Haustiere (I–II., Manninger Rezsővel, Jena, 1938, több kiadásban is megjelent, több nyelven)
- Állatorvosi klinikai diagnosztika (Budapest, 1960)
- Állathigiéne (Szép Ivánnal Budapest, 1959, lengyel nyelven 1964)

## Emlékezete
1993-ban emlékére és szellemiségének megőrzésére és továbbvitelére alapították a Mócsy-emlékérmet, amelyet azon személy kaphat, aki magánállatorvosi tevékenységet folytat vagy folytatott, és az állatorvos társadalom összérdeke céljainak elérésében, az állatorvosi gyakorlati munka végzésében, az állatorvostan-hallgatók gyakorlati képzésében elismert, eredményes munkásságot folytatott.